# Los sobrinetes
Los sobrinetes es una historieta de 1988 de los autores españoles Francisco Ibáñez y Juan Manuel Muñoz perteneciente a la serie Mortadelo y Filemón.

## Trayectoria editorial
Mientras Ibáñez y Muñoz realizaron el dibujo de la historieta, el llamado Equipo B se encargó del resto de la misma como se hizo en La perra de las galaxias y en El rescate botarate.

## Sinopsis
Mortadelo ha traído a su sobrinito para que vea la T.I.A. Da la casualidad de que Filemón también ha traído a su sobrino. Los sobrinos de los agentes se parecen a sus tíos, pero son muy gamberros y harán travesuras en la T.I.A. 
La T.I.A. ha conseguido pruebas para encarcelar a Anselmo el Cefalópodo, y éste raptará a los sobrinos de Mortadelo y Filemón y pedirá como rescate que le entreguen esas pruebas. Mortadelo y Filemón deberán rescatarlos.

## Valoración
El crítico Fernando Javier de la Cruz Pérez valora a la historieta como de "pésima calidad".